# Formální gramatika
Formální gramatika v informatice označuje strukturu, která popisuje formální jazyk. Pojmenování je zvoleno kvůli podobnosti s gramatikami používanými v přirozených jazycích.
Gramatika se skládá z množiny pravidel, pomocí kterých může být každé slovo předepsaným způsobem vygenerováno z předem daného počátečního symbolu. Generování probíhá tak, že vezmeme počáteční symbol, na něj aplikujeme kterékoli z pravidel, na získaný řetězec opět aplikujeme kterékoli z pravidel atd., dokud nevygenerujeme požadované slovo. Pokud je pro každé slovo nejvýše jeden postup generování, gramatika je jednoznačná.
Mějme například abecedu obsahující symboly '{\displaystyle a}' a '{\displaystyle b}', počáteční symbol je '{\displaystyle S}' a pravidla jsou definována takto:
1. {\displaystyle S\longrightarrow aSb}
2. {\displaystyle S\longrightarrow ba}
začneme symbolem „{\displaystyle S}“ a vybereme pravidlo, které budeme aplikovat. Pokud vybereme 1, nahradíme '{\displaystyle S}' řetězcem '{\displaystyle aSb}' a obdržíme tak „{\displaystyle aSb}“. Znovuzvolením 1. pravidla nahradíme '{\displaystyle S}' opět řetězcem '{\displaystyle aSb}' a obdržíme „{\displaystyle aaSbb}“. Tento proces můžeme opakovat, dokud nejsou všechny symboly našeho slova z abecedy (tj. '{\displaystyle a}' a '{\displaystyle b}'). Abychom tedy vygenerovali slovo, musíme zvolit 2. pravidlo a přepsat '{\displaystyle S}' na '{\displaystyle ba}'. Tím obdržíme „{\displaystyle aababb}“ a jsme hotovi. Jazykem gramatiky jsou všechna slova, která dokážeme vygenerovat: {\displaystyle \left\{ba,abab,aababb,aaababbb,...\right\}}
Znaky z abecedy (v našem případě '{\displaystyle a}' a '{\displaystyle b}') se nazývají terminály, ostatní znaky ({\displaystyle S}) se nazývají neterminály.

## Formální definice
Gramatika G je čtveřice {\displaystyle (N,\Sigma ,P,S)}, kde:
- {\displaystyle N} je konečná množina neterminálních symbolů (neterminálů).
- {\displaystyle \Sigma } je konečná množina terminálních symbolů disjunktní od {\displaystyle N}. (Obvykle se značí řeckým písmenkem sigma.)
- {\displaystyle P} je konečná množina přepisovacích pravidel. Každé pravidlo je tvaru
{\displaystyle (\Sigma \cup N)^{*}N(\Sigma \cup N)^{*}\longrightarrow (\Sigma \cup N)^{*}}
- {\displaystyle S} je prvek z {\displaystyle N} nazývaný počáteční symbol.

## Konvence
- jednotlivé terminály značíme – a, b, c, …
- řetězce terminálů značíme – u, v, w, …
- jednotlivé neterminály – A, B, C … X, Y, Z
- řetězce neterminálů a terminálů – α, β, γ, …
- prázdný řetězec značíme symbolem e nebo také ε

## Chomského hierarchie
Chomského hierarchie vymezuje čtyři typy gramatik podle tvaru přepisovacích pravidel, jež obsahuje množina {\displaystyle P}:
- Typ 0 – Všechny formální gramatiky (neomezené gramatiky)
- Typ 1 – Kontextové gramatiky
- Typ 2 – Bezkontextové gramatiky
- Typ 3 – Regulární gramatiky

Platí, že jazyky generované gramatikami typu 3 jsou podmnožinou jazyků generovaných gramatikami typu 2 atd.